# Жіноча збірна Данії з хокею із шайбою
Жіноча збірна Данії з хокею із шайбою — національна команда Данії, що представляє країну на міжнародних змаганнях з хокею із шайбою. Командою опікується Хокейний Союз Данії. Хокеєм у країні займається 406 жінок.

## Результати

### Виступи на чемпіонатах Європи
- 1989 – 6 місце
- 1991 – Бронзові медалі
- 1993 – 6 місце
- 1995 – 8 місце
- 1996 – 7 місце

### Виступи на чемпіонатах світу
- 1992 – 7 місце
- 1999 – 6 місце (Група В)
- 2000 – 4 місце (Група В)
- 2001 – 8 місце (Дивізіон І)
- 2003 – 2 місце (Дивізіон ІІ)
- 2004 – 1 місце (Дивізіон ІІ)
- 2005 – 5 місце (Дивізіон І)
- 2007 – 6 місце (Дивізіон І)
- 2008 – 2 місце (Дивізіон ІІ)
- 2009 – 5 місце (Дивізіон ІІ)
- 2011 – 3 місце (Дивізіон ІІ)
- 2012 – 1 місце (Дивізіон І, Група В)
- 2013 – 2 місце (Дивізіон І, Група А)
- 2014 – 3 місце (Дивізіон І, Група А)
- 2015 – 4 місце (Дивізіон І, Група А)
- 2016 – 4 місце (Дивізіон І, Група А)
- 2017 – 4 місце (Дивізіон ІА)
- 2018 – 4 місце (Дивізіон ІА)
- 2019 – 2 місце (Дивізіон ІА)
- 2021 – 10 місце
- 2022 – 10 місце
- 2023 – 2 місце (Дивізіон ІА)
- 2024 – 10 місце
- 2025 – 2 місце (Дивізіон ІА)

### Виступи на Олімпійських іграх
Жіноча збірна Данії жодного разу не кваліфікувалась на Олімпійський хокейний турнір.